# 米哈乌·涅温斯基
米哈乌·涅温斯基（波蘭語：Michał Niewiński，2003年7月12日—），波兰男子短道速滑运动员，2023年欧洲短道速滑锦标赛男子5000米接力铜牌得主、2024年欧洲短道速滑锦标赛混合2000米接力银牌得主和男子5000米接力铜牌得主、2024年世界短道速滑锦标赛男子5000米接力铜牌得主。